# Fitz-Greene Halleck
Fitz-Greene Halleck (8 de julho de 1790 em Guilford Center, numa casa de esquina de Whitfield com Water Streets. Guilford Center, Connecticut - 19 de novembro de 1867, Guilford Center, Connecticut) foi um poeta americano.